# Masdevallia hartmanii
Masdevallia hartmanii är en orkidéart som beskrevs av Carlyle August Luer. Masdevallia hartmanii ingår i släktet Masdevallia och familjen orkidéer. Inga underarter finns listade i Catalogue of Life.